# Aequitas

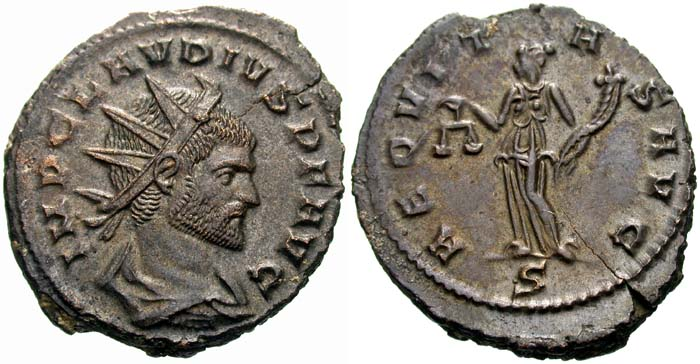
Justitia (li.) auf dem Revers mit Waage und Füllhorn

Aequitas (lateinisch Gleichheit, Gleichmaß, Gelassenheit, Gleichmut) bezeichnete im römischen Recht die grundlegenden Prinzipien der Gerechtigkeit und Billigkeit, über die moralische und ethische Vorstellungen in das geltende Recht einflossen. Sie wurden auf Münzen der römischen Republik als Göttin Justitia dargestellt. Auf Münzen der Kaiserzeit häuften sich die Darstellungen etwa seit der Mitte des 1. Jahrhunderts n. Chr. Auf den Darstellungen hält sie eine Waage, ein Füllhorn und ein Zepter.
Als persönliche Tugend bezeichnet Aequitas den Gleichmut, vermöge dessen ein Römer auch in äußerst kritischen oder aufwühlenden Situation die Würde (Dignitas) zu bewahren wusste.
Im englischen Recht hat sich aus dieser allgemeinen Gerechtigkeitsmaxime die rechtliche Kategorie der Equity entwickelt. Die Einzelfall-Gerechtigkeit wird der Rechtssicherheit durch formale Strenge des Rechts im Common Law gegenübergestellt.